# Иваничевская поселковая община
Иваничевская поселковая община (укр. Іваничівська селищна громада) — территориальная община во Владимирском районе Волынской области Украины.
Административный центр — посёлок Иваничи.
Население составляет 9415 человек. Площадь — 98,5 км².
В соответствии с распоряжением Кабинета Министров Украины от 12 июня 2020 года, в состав общины вошла территория Иваничевского поселкового совета, а также Мышевского и Соснинского сельских советов упразднённого Иваничевского района.

## Населённые пункты
В состав общины входят 1 посёлок и 8 сёл:
- Посёлок Иваничи
  - Долинка
  - Романовка
- Мышевский старостинский округ:
  - Древини
  - Ивановка
  - Луговое
  - Мышев
- Соснинский старостинский округ:
  - Менчичи
  - Соснина